# Manuel Jiménez González
Manuel Jiménez González, conocido como Manolo Jiménez (Madrigalejo, Cáceres, 6 de noviembre

## Trayectoria
Manolo Jiménez se inició como entrenador primeramente en el Benidorm Juvenil, y en la temporada 1986/87 entrenó al por entonces filial del Benidorm C. D., La Nucía, con el que consiguió el ascenso a Primera Regional de la Comunidad Valenciana también al Calpe C.F.
Tras un periplo amplio como entrenador: Benidorm C.D. (segunda B) Hércules C.F. (ascenso a Primera División) Albacete, Real Jaén, Figueres U.D., Alicante C.F., Jove Español, Selección Valenciana, también en la temporada 2008/09 ejerció como director deportivo del Alicante C.F. en segunda división.
Sus equipos eran conocidos por sus hazañas en Copa del Rey, con el Benidorm un segunda B, eliminó al Sporting de Gijón, Betis, Mérida y Celta de Vigo, y con el Hércules... después de eliminar al Orihuela, Rayo Vallecano, se enfrentó al F. C. Barcelona de Johan Cruyff, plantando cara al Dream Team con un meritorio empate a cero en el Rico Pérez y una derrota por tres a uno en el Nou Camp.
Siempre dejó buen recuerdo en los equipos que estuvo, puesto que entrenó en tres etapas diferentes al Benidorm, dos al Hércules y dos al Real Jaén. Dirigió 418 partidos en segunda división y su mayor éxito lo alcanzó ascendiendo al Hércules a primera división en la temporada 95/96.

## Clubes

### Como entrenador
| Club                                           | País   | Año         |
| ---------------------------------------------- | ------ | ----------- |
| Benidorm CD Juvenil                            | España | 1984-1985   |
| La Nucía                                       | España | 1986-1987   |
| Calpe CF                                       | España | 1987-1988   |
| Benidorm CD Juvenil                            | España | 1988-1991   |
| Benidorm CD                                    | España | 1991-1994   |
| Hércules CF                                    | España | 1994-1996   |
| Albacete Balompié                              | España | 1996-1997   |
| Real Jaén                                      | España | 1997-1998   |
| Hércules CF                                    | España | 1998-2000   |
| Benidorm CD                                    | España | 2000-2002   |
| Real Jaén                                      | España | 2001-2002   |
| UE Figueres                                    | España | 2003-2004   |
| Benidorm CD                                    | España | 2006-2007   |
| Alicante CF                                    | España | 2008        |
| Fútbol Club Jove Español San Vicente           | España | 2010        |
| Selección de fútbol de la Comunidad Valenciana | España | 2011-(2020) |